# 鳥取県道157号米子港線
鳥取県道157号米子港線（とっとりけんどう157ごう よなごこうせん）は、鳥取県米子市を通る一般県道である。

## 概要
米子市花園町から米子市冨士見町2丁目に至る。

### 路線データ
- 起点：鳥取県米子市花園町（米子食品団地入口交差点、鳥取県道47号米子境港線交点）
- 終点：鳥取県米子市冨士見町2丁目（公会堂前交差点、国道9号交点、国道181号・国道183号・国道482号終点、鳥取県道・島根県道101号米子伯太線起点）
- 総延長：1.8 km

## 歴史
- 1995年（平成7年）3月28日 - 鳥取県告示第275号により鳥取県道157号米子港線として認定される[1]。

前身は鳥取県道157号米子港後藤停車場線（鳥取県告示第276号により廃止）。

## 路線状況

### 重複区間
- 鳥取県道245号両三柳後藤停車場線（米子市錦町3丁目・錦町3丁目交差点 - 米子市錦町3丁目・後藤駅入口交差点）

## 地理

### 通過する自治体
- 鳥取県
  - 米子市

### 交差する道路
| 交差する道路                                                            | 交差する場所  | 交差する場所                  |
| ----------------------------------------------------------------------- | ------------- | ----------------------------- |
| 鳥取県道47号米子境港線                                                  | 花園町        | 米子食品団地入口交差点 / 起点 |
| 鳥取県道245号両三柳後藤停車場線 重複区間起点                            | 錦町3丁目     | 錦町3丁目交差点               |
| 鳥取県道245号両三柳後藤停車場線 重複区間終点                            | 錦町3丁目     | 後藤駅入口交差点              |
| 国道9号 国道181号 国道183号 国道482号 鳥取県道・島根県道101号米子伯太線 | 冨士見町2丁目 | 公会堂前交差点 / 終点         |

### 沿線
- 米子港
- 米子市立義方小学校
- JR西日本境線 後藤駅
- 米子市公会堂